# Paul Kinam Ro
Paul Kinam Ro (in coreano: 노기남; P'yŏngan Meridionale, 22 gennaio 1902 – Seul, 25 giugno 1984) è stato un arcivescovo cattolico sudcoreano.

## Biografia
Paul Kinam Ro nacque il 22 gennaio 1902 nel P'yŏngan Meridionale, ultimogenito di una devota famiglia cattolica con 11 figli. Secondo il Bon-gwan coreano, la sua famiglia apparteneva al clan Jangyeon No.
Iniziò gli studi frequentando un istituto gestito dalla YMCA e in seguito entrò al seminario minore di Seul. Nel 1917 entrò nel seminario maggiore gestito dai missionari francesi. Fu ordinato presbitero il 26 ottobre 1930 dall'arcivescovo Gustave Mutel. Dopo l'ordinazione sacerdotale fu nominato viceparroco della cattedrale di Myeongdong e direttore della scuola elementare Gyeseong.
Il 10 novembre 1942 papa Pio XII lo nominò vicario apostolico di Seul, assegnandogli la sede titolare di Colbasa. Fu il primo vescovo di origine coreana nella storia della Chiesa. Ricevette l'ordinazione episcopale il 20 dicembre successivo per imposizione delle mani del suo predecessore il vescovo Adrien-Joseph Larribeau.
Nel grave contesto della seconda guerra mondiale la Corea era ancora occupata e colonizzata dal Giappone, per tanto dovette fungere da mediatore tra le autorità nipponiche e i movimenti nazionalisti per proteggere la Chiesa dalle pressioni politiche. La sua è una figura storicamente contrastante, in quanto fu accusato di essere stato un filogiapponese e un traditore della patria e tuttavia gli si riconosce il merito di aver mediato per la protezione della popolazione nel contesto storico della guerra.
Il momento più tragico per il paese fu tuttavia la guerra di Corea, dalla quale la Corea uscì distrutta e divisa in due stati. Il vicariato di Seul, trovandosi nella Corea del Sud, poté lentamente ripartire.
Il 10 marzo 1962 papa Giovanni XXIII elevò il vicariato ad arcidiocesi con la bolla Fertile Evangelii semen, nominando Paul Kinam Ro primo arcivescovo. Dal 1964 al 1967 fu presidente della Conferenza dei vescovi cattolici di Corea. Fu padre conciliare durante il Concilio Vaticano II, partecipando a tutte le quattro sessioni. Quattro anni dopo, il 23 marzo 1967 rassegnò le proprie dimissioni e gli venne assegnata la sede titolare di Tituli di Proconsolare, sede che mantenne fino al 10 marzo 1971.
Morì a Seul il 25 giugno 1984 all'età di 82 anni.

## Genealogia episcopale e successione apostolica
La genealogia episcopale è:
- Cardinale Scipione Rebiba
- Cardinale Giulio Antonio Santori
- Cardinale Girolamo Bernerio, O.P.
- Arcivescovo Galeazzo Sanvitale
- Cardinale Ludovico Ludovisi
- Cardinale Luigi Caetani
- Cardinale Ulderico Carpegna
- Cardinale Paluzzo Paluzzi Altieri degli Albertoni
- Papa Benedetto XIII
- Papa Benedetto XIV
- Papa Clemente XIII
- Cardinale Marcantonio Colonna
- Cardinale Giacinto Sigismondo Gerdil, B.
- Cardinale Giulio Maria della Somaglia
- Cardinale Carlo Odescalchi, S.I.
- Vescovo Eugène de Mazenod, O.M.I.
- Cardinale Joseph Hippolyte Guibert, O.M.I.
- Cardinale François-Marie-Benjamin Richard
- Arcivescovo Gustave Mutel, M.E.P.
- Vescovo Adrien-Joseph Larribeau, M.E.P. (1927)
- Arcivescovo Paul Kinam Ro

La successione apostolica è:
- Vescovo John Baptist Choi Deok-hong (1949)
- Cardinale Nicholas Cheong Jin-suk (1970)